# سولجرز هیل، ویکتوریا
سولجرز هیل (به انگلیسی: Soldiers Hill) یک منطقهٔ مسکونی در استرالیا است که در ویکتوریا (استرالیا) واقع شده‌است.